# 地桃花
地桃花（学名：Urena lobata）为锦葵科梵天花属下的一个种。

## 外部連結
- 地桃花 Ditaohua（页面存档备份，存于） 藥用植物圖像數據庫 (香港浸會大學中醫藥學院) （中文）（英文）
- 地桃花 Di Tao Hua（页面存档备份，存于） 中藥標本數據庫 (香港浸會大學中醫藥學院) （繁體中文）（英文）